# 2009 DD47
2009 DD47, também escrito como 2009 DD47, é um corpo menor que é classificado como um damocloide. O mesmo possui um diâmetro com cerca de 3 km.

## Descoberta
2009 DD47 foi descoberto no ano de 2009.

## Órbita
A órbita de 2009 DD47 tem uma excentricidade de 0,953 e possui um semieixo maior de 47,587 UA. O seu periélio leva o mesmo a uma distância de 2,220 UA em relação ao Sol e seu afélio a 92,954 UA.